# Masdevallia discoidea
Masdevallia discoidea är en orkidéart som beskrevs av Carlyle August Luer och Würstle. Masdevallia discoidea ingår i släktet Masdevallia och familjen orkidéer. Inga underarter finns listade i Catalogue of Life.